# Larry O'Brien Championship Trophy

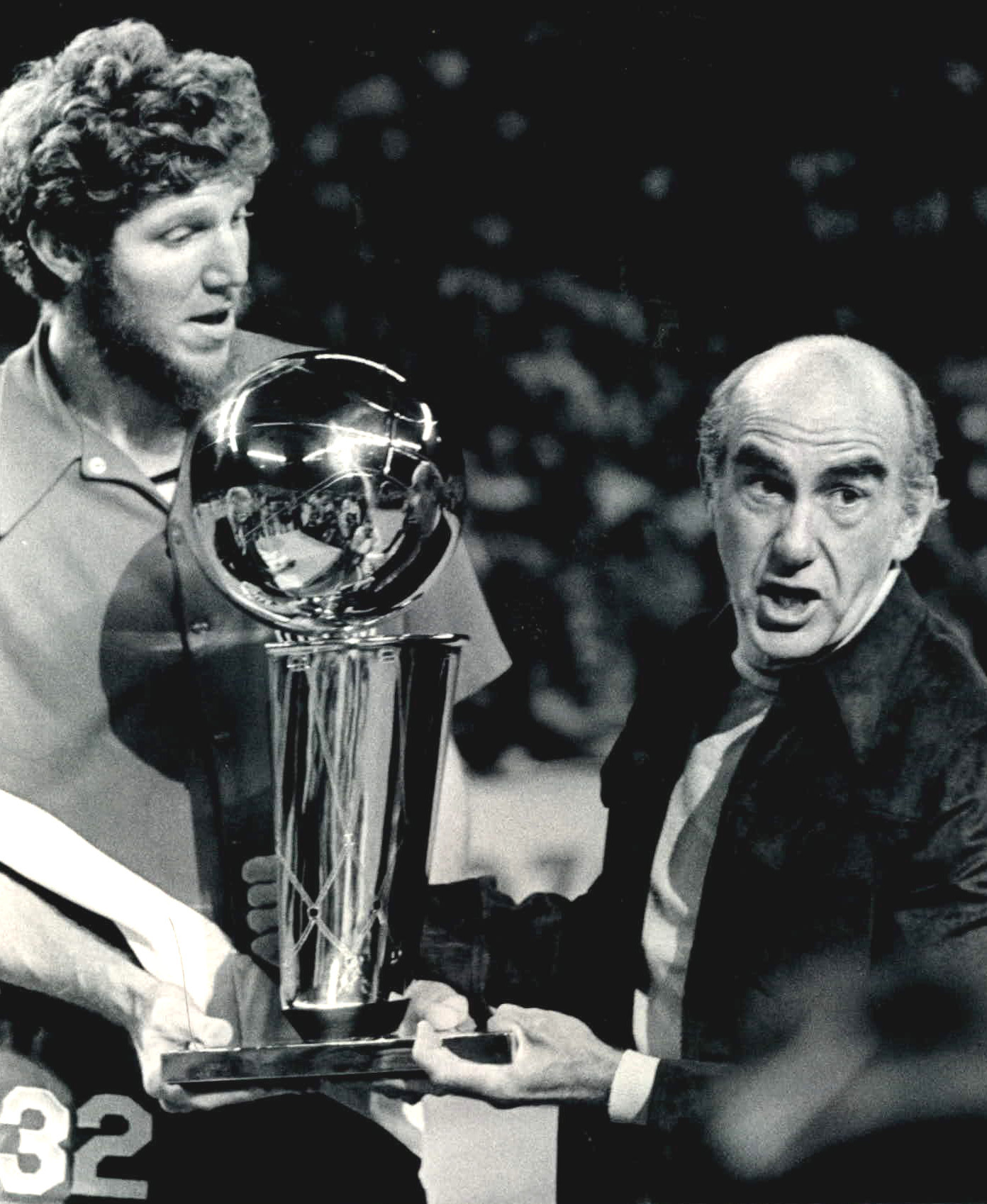
Troféu Larry O-Brien em 1977.

O Larry O'Brien Championship Trophy (em português Troféu Larry O'Brien) é um troféu da National Basketball Association (NBA) concedido ao time que vence as finais da NBA e termina campeão da temporada.
O atual troféu foi criado em 1977 substituindo o seu predecessor, Walter A. Brown Trophy. O nome e o design novos começaram a ser utilizados a partir das finais da temporada de 1983-84, quando foi renomeado em homenagem a Larry O'Brien, comissionário da NBA entre 1975 e 1983. Antes de ingressar na NBA, O'Brien foi "correio-mor" dos Estados Unidos sob o comando de Lyndon B. Johnson entre 1965 e 1968.